# Nerine bowdenii
Nerine bowdenii es una especie de planta fanerógama perteneciente a la familia Amaryllidaceae. Es una herbácea bulbosa perenne, que crece hasta 45 cm de alto por 8 cm , con hojas en forma de cinta y grandes umbelas de flores de color rosa como lirios a finales de verano y otoño. Tiene su origen en Sudáfrica (Provincia Oriental del Cabo).

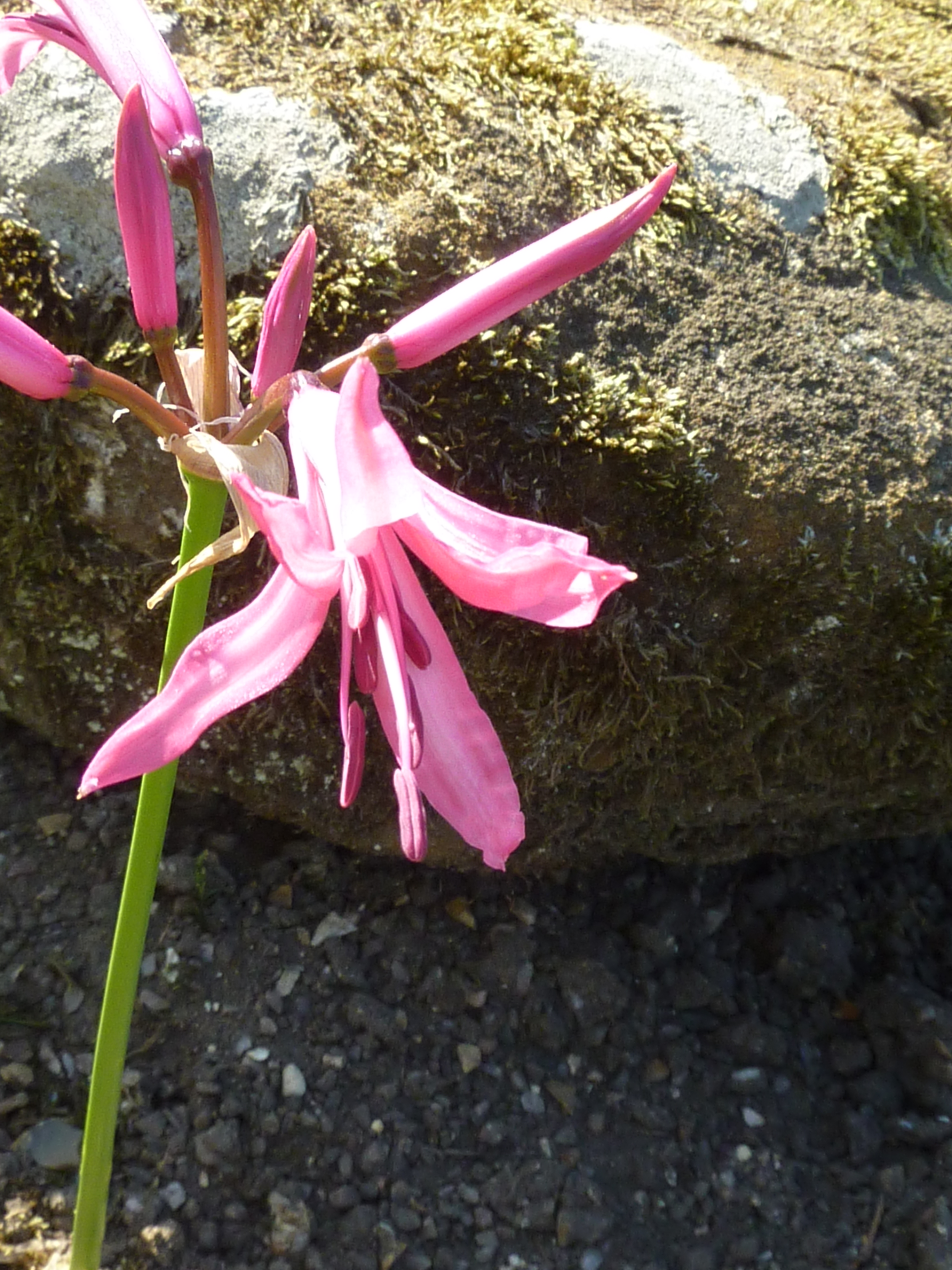
Flor

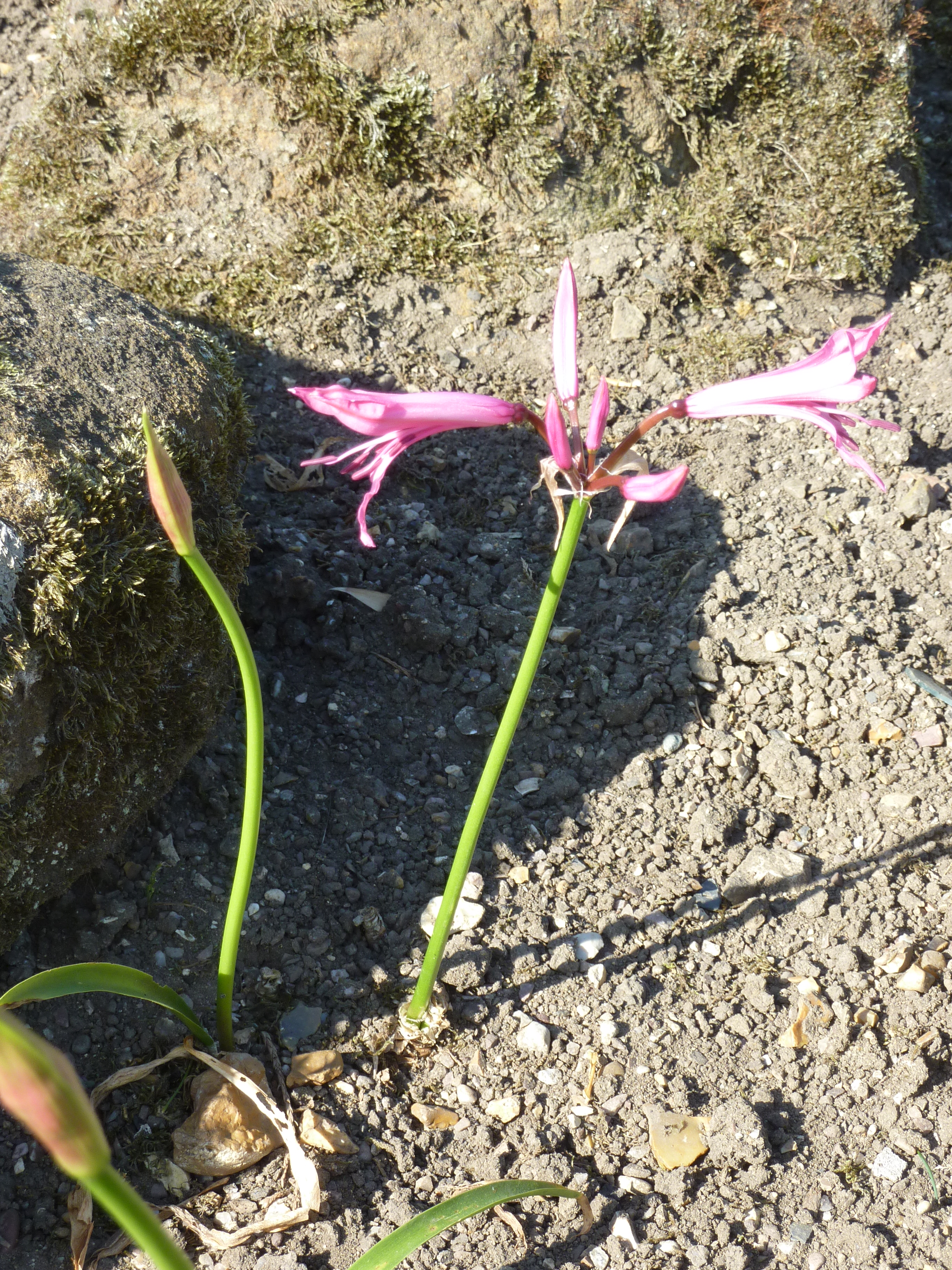
En su hábitat

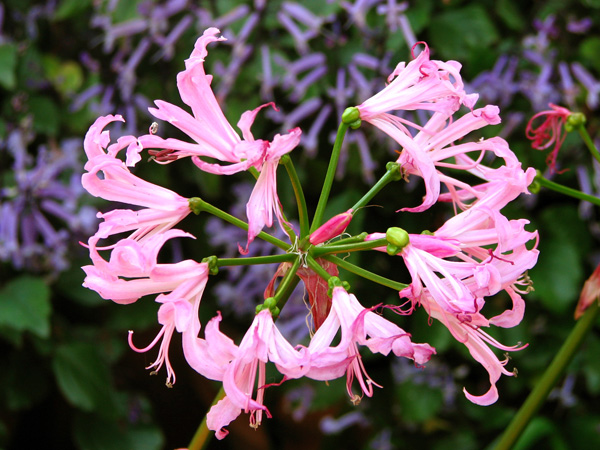
Inflorescencia

## Descripción
N. bowdenii tiene bulbos de 12 a 14 centímetros de circunferencia. Los bulbos tienen "la forma de las antiguas botellas de Chianti". La planta cuenta con ocho o más flores débilmente perfumadas de color rosa brillante, asemejándose a lirios finamente cortados. Debido a que las hojas no aparecen hasta la primavera, las especies pueden tolerar temperaturas más bajas que la mayoría de las especies en el género Nerine.

## Cultivo
Nerine bowdenii es ampliamente cultivada en las regiones templadas, y requiere calor y refugio en zonas más frías, pero es bastante resistente, pudiendo soportar temperaturas de -15 °C. Tiene que ser plantado y no pueden ser perturbados por varios años, y florece mejor cuando se aprietan los bulbos. La especie crece mejor con calor y suelo bien drenado. Sin embargo, no va a tolerar el clima tropical o muy húmedo. Se sugiere que colchicums y ciclamen son buenas opciones de plantas de compañía para crecer con esta especies.
Esta planta ha ganado el premio Award of Garden Merit de la Royal Horticultural Society.

## Bioquímica
Los bulbos de Nerine bowdenii contienen un inhibidor de la acetilcolinesterasa, llamado ungeremina que puede ser adecuado como tratamiento para la enfermedad de Alzheimer. Ungeremina también se ha aislado de Ungernia minor, Ungernia spiralis, Zephyranthes flava, Crinum asiaticum, Crinum augustum, Pancratium maritimum y Hippeastrum solandriflorum. Los bulbos también contienen un número de alcaloides.

## Taxonomía
Nerine bowdenii fue descrita por William Watson y publicado en The Gardeners' Chronicle & Agricultural Gazette III, 1904(2): 365. 1904.
Etimología
Nerine: nombre genérico que proviene de la mitología griega, donde Nerine era una ninfa del mar, protectora de los marinos y de sus navíos. Cuando William Herbert escogió el nombre de esta ninfa para nombrar a la primera especie del género (Nerine sarniensis) hizo alusión a la historia que cuenta como esta especie sudafricana llegó a la Isla de Guernsey en el Canal de La Mancha. Se dice que un barco que llevaba cajas con bulbos de esta especie con destino a Holanda naufragó cerca de estas islas. De algún modo las cajas llegaron a la Isla de Guernsey y los bulbos lograron establecerse y multiplicarse en sus costas.
bowdenii: epíteto nombrado en honor de Athelstan Hall Cornish-Bowden (1871-1942), que había enviado los bulbos de la planta a Inglaterra desde Sudáfrica.
Sinonimia
- Nerine veitchii auct.[15][16]